# Holubinka ruměná
Holubinka ruměná (Russula pseudointegra) je druh houby z čeledi holubinkovitých (Russulaceae).

## Znaky
Klobouk v průměru dorůstá 4–13 cm. V průběhu vývoje nabývá tvaru polokulovitého, vyklenutého až ploše rozprostřeného s mělkou středovou prohlubinkou. Pokožka je sametově hebká, matná, lze ji do poloviny poloměru klobouku sloupnout. Barvu má červenou, oranžovočervenou nebo růžovou, stářím vybledá do žlutavé.
Žilkově propojené, křehké lupeny jsou na klobouku hustě uspořádané, u třeně (úzce) připojené. Barvu mají bílou, žlutookrovou až narůžovělou.Výtrusný prach je žlutý.
Třeň je 4–8 cm dlouhý, bílý až šedavý, pevný, s jemným podélným vrásněním, u báze může být lehce růžový.
Dužnina je bílá až šedavá, tuhá, voní po ovoci, pelargoniích či mentholu, chuť je nejdřív mírná, později dost hořká a palčivá.

## Užití
Nejedlý druh.

## Ekologie
Tato holubinka se nehojně vyskytuje od června do října v teplých oblastech pod listnatými stromy (upřednostňuje duby) nebo i na hrázích rybníků. 

## Rozšíření
Druh byl popsán v oblastech západního pobřeží Severní Ameriky, Evropy a Japonska.

## Galerie

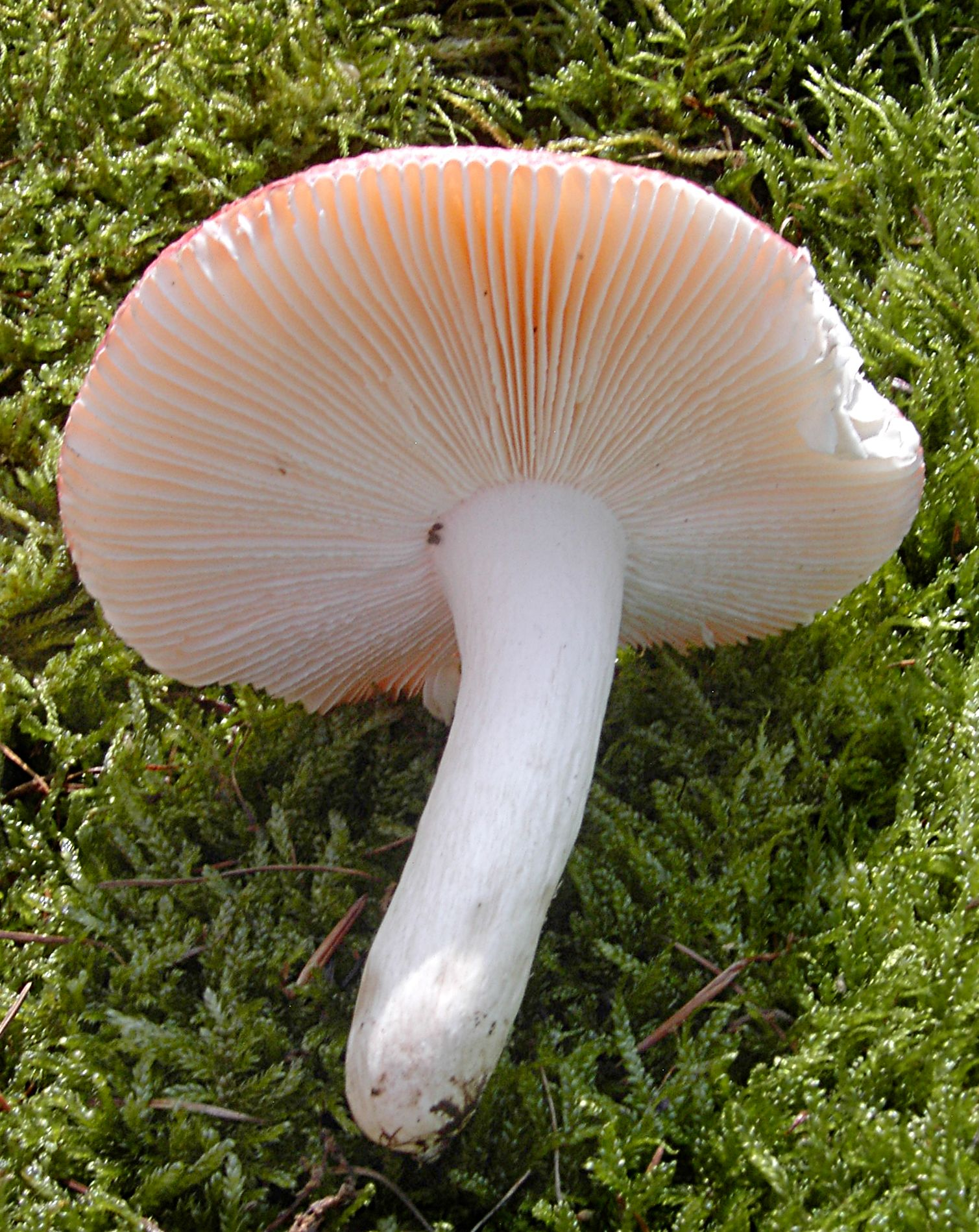
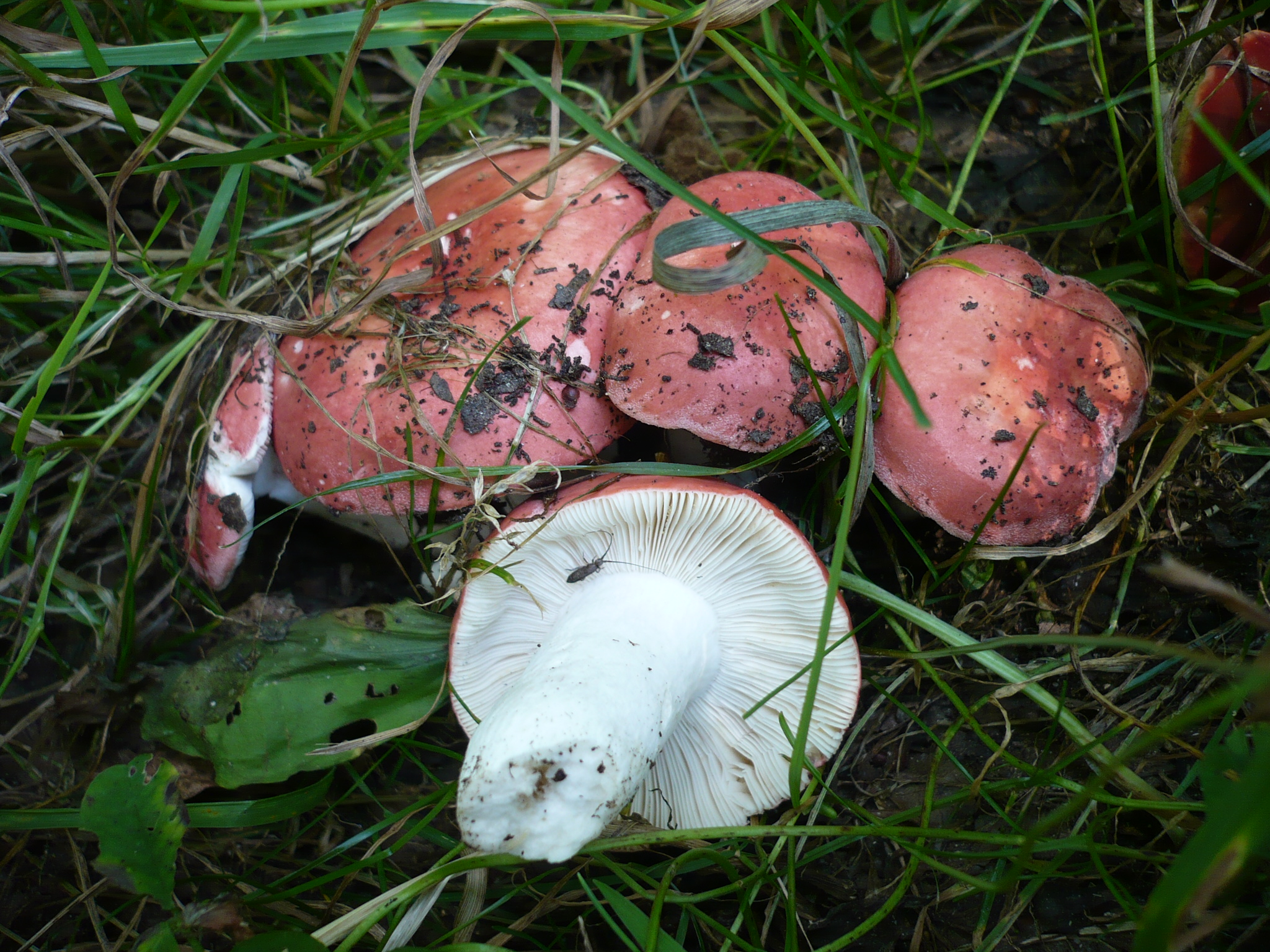
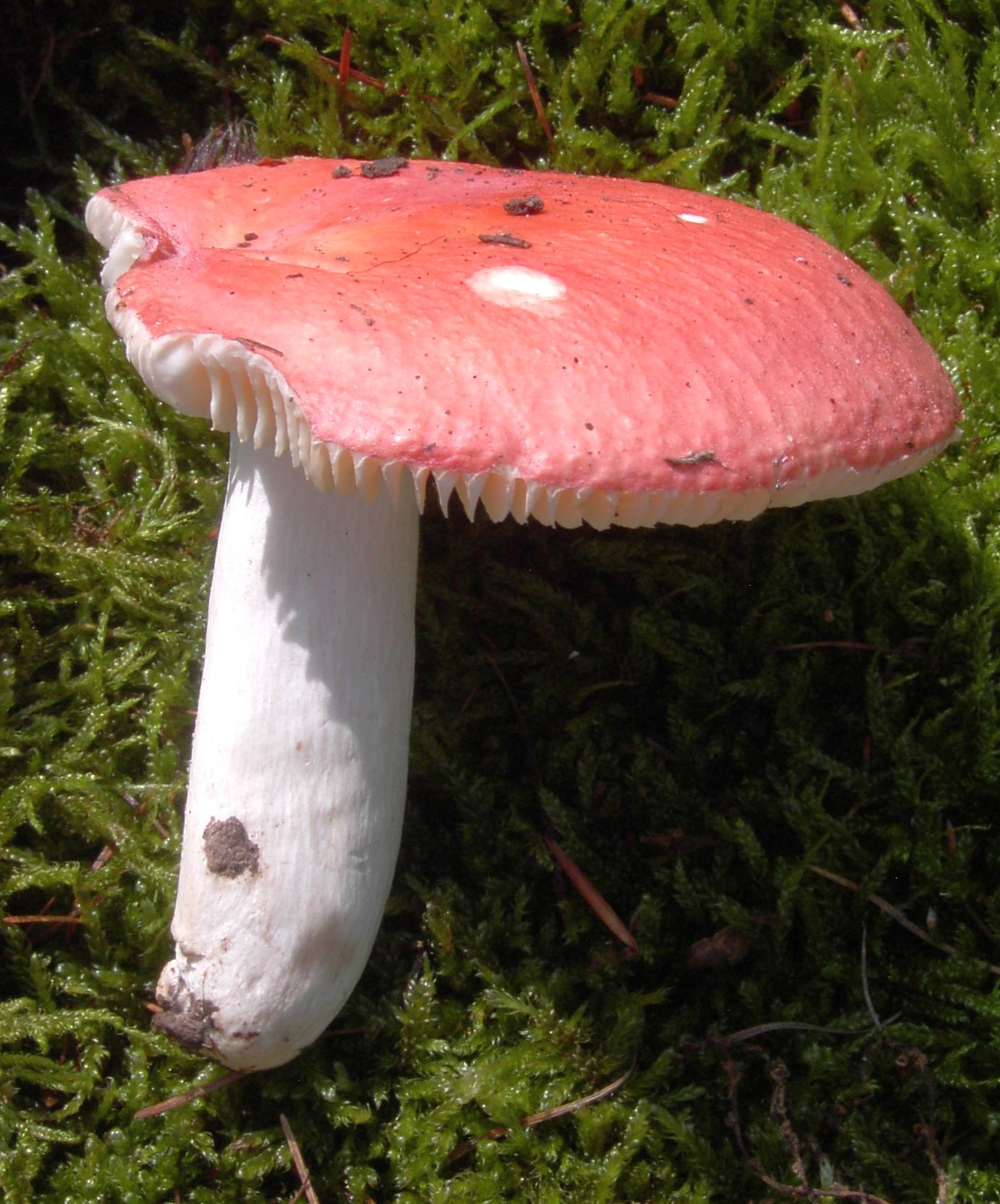
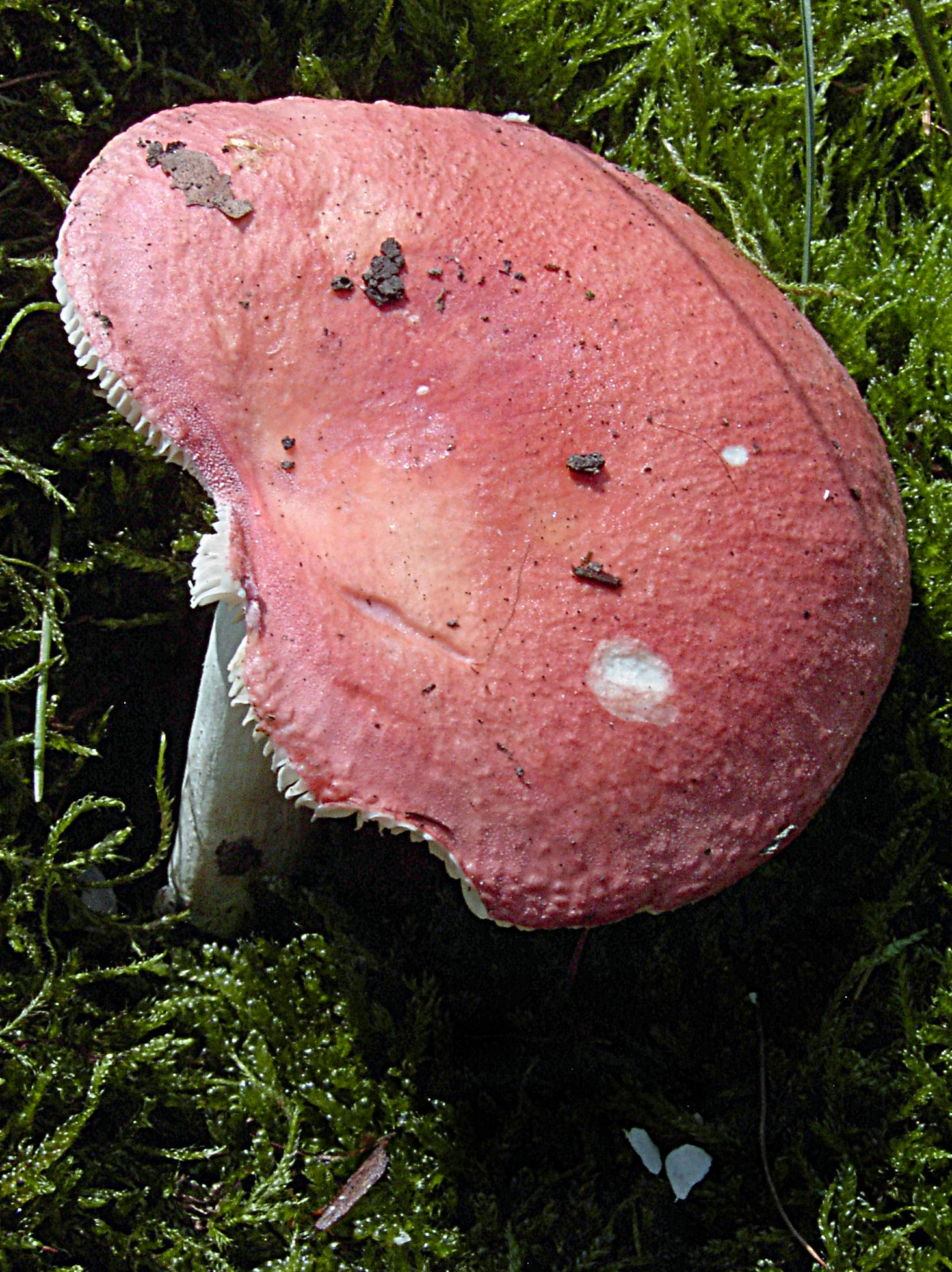
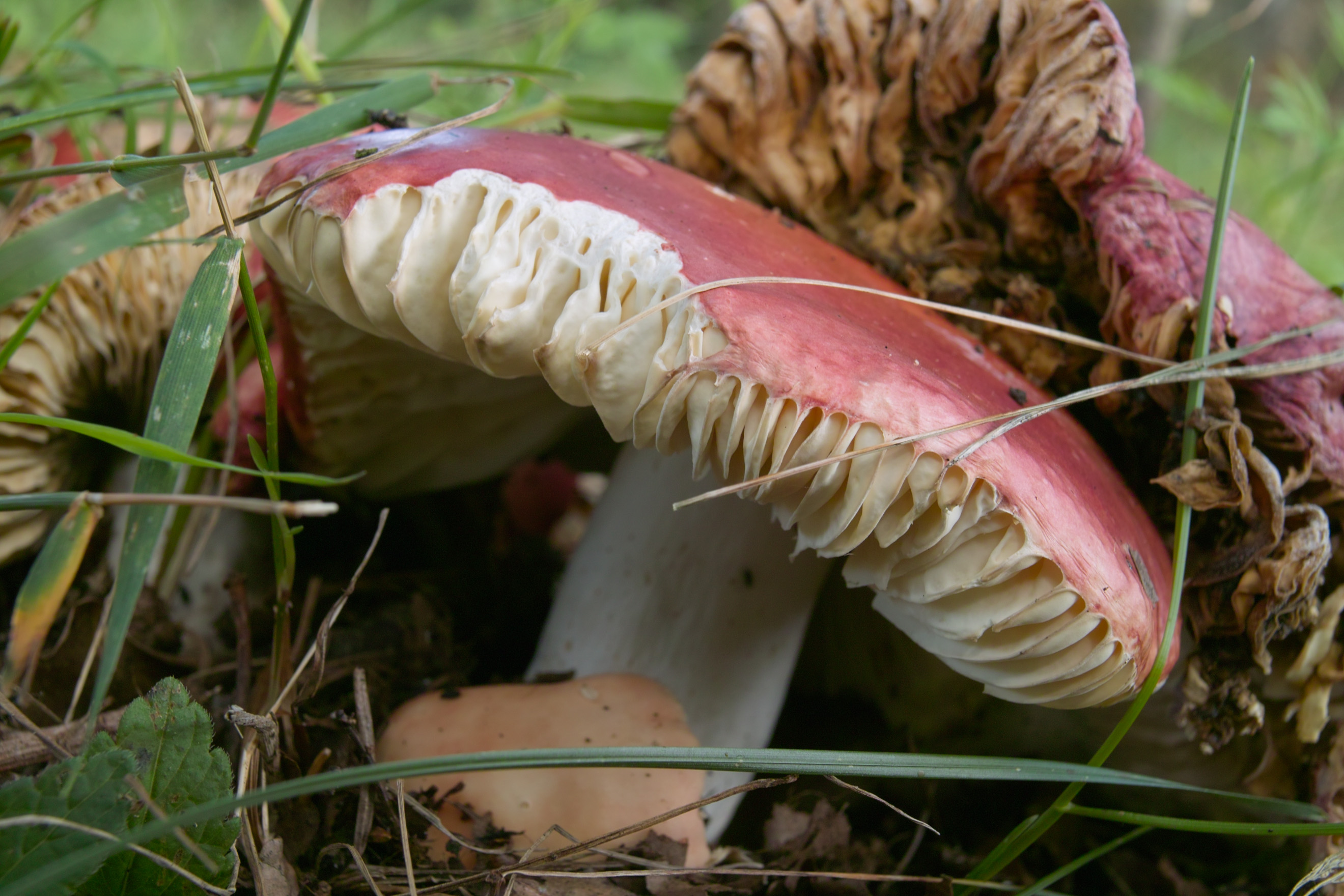

## Možnost záměny
- Holubinka sličná (Russula rosea)
- Holubinka citlivá (Russula luteoacta)
- Holubinka červená (Russula rubra)
- Holubinka jitřenková (Russula aurora)